# Нид (река у Француској)
Нид (фр. Nied) је река у Француској. Дуга је 114 km. Улива се у Сар. 